# Château du Houlley
Ne doit pas être confondu avec Château du Houley.
Le château du Houlley est une demeure des XVIIe et XVIIIe siècles qui se dresse sur le territoire de la commune française de Courtonne-la-Meurdrac, dans le département du Calvados, en région Normandie.

## Historique
On doit la construction du château à Adrien du Houlley, seigneur de Courtonne, de Gouvix, de la Roque, d'Argences, des Essarts, de Firfol et de la Grandière qui avait acquis en 1609 le domaine de Courtonne. Lui succédèrent son fils, puis petit-fils, également prénommé Adrien, puis la fille de celui-ci, Cécile-Adrienne du Houlley, qui l'apporta, dans le milieu du XVIIIe siècle, à la famille de Rioult, à la suite de son mariage avec Nicolas de Rioult, seigneur de Neuville (Port-en-Bessin-Huppain), et dont la famille le conservera jusque vers 1920.

## Protection
Le château du Houlley, les deux bâtiments des communs et le colombier sont inscrits au titre des monuments historiques par arrêté du 20 décembre 1965.